# Dave Black (Leichtathlet)
Dave Black (eigentlich David John Black; * 2. Oktober 1952 in Tamworth) ist ein ehemaliger britischer Langstreckenläufer.
1974 gewann er für England startend bei den British Commonwealth Games in Christchurch Silber über 10.000 Meter und Bronze über 5000 Meter. Bei den Crosslauf-Weltmeisterschaften in Monza wurde er Neunter und holte mit der englischen Mannschaft Silber. Im Sommer wurde er bei den Europameisterschaften in Rom Neunter über 10.000 Meter und schied über 5000 Meter im Vorlauf aus.
1976 kam er bei den Crosslauf-Weltmeisterschaften in Chepstow auf den 26. Platz und siegte mit der englischen Mannschaft. Bei den Olympischen Spielen in Montreal kam er über 5000 Meter nicht über die erste Runde hinaus.
Bei den Crosslauf-Weltmeisterschaften 1977 in Düsseldorf wurde er Neunter in der Einzelwertung und gewann erneut Silber mit dem englischen Team.
1978 wurde er über 10.000 Meter Vierter bei den Commonwealth Games in Edmonton und Fünfter bei den Europameisterschaften in Prag.
1980 qualifizierte er sich als Englischer Vizemeister im Marathon für die Olympischen Spiele in Moskau, bei denen er jedoch nicht das Ziel erreichte.
1974 wurde er Englischer Meister im Crosslauf, 1975 über 10.000 Meter und 1977 über 5000 Meter. Dreimal wurde er Britischer Meister über 10.000 Meter (1978, 1979, 1981) und sechsmal Schottischer Meister über 5000 Meter (1972–1977).

## Persönliche Bestzeiten
- 2000 m: 5:05,20 min, 8. Juli 1972, London
- 3000 m: 7:46,6 min, 14. September 1973, London (Zwischenzeit)
- 2 Meilen: 8:21,86 min, 14. September 1973, London
- 5000 m: 13:23,52 min, 29. Januar 1974, Christchurch
- 10.000 m: 27:36,27 min, 29. August 1978, Prag
- Marathon: 2:14:28 h, 3. Mai 1980, Milton Keynes